# Kazimierz II pomorski
Kazimierz II (ur. p. 1179, zm. 1219) – książę dymiński, młodszy syn Bogusława I i księżniczki wielkopolskiej Anastazji, córki księcia Mieszka III Starego.  

## Lata panowania

### Rządy
Po śmierci Bogusława I w 1187, rządy nad księstwem wobec małoletności książąt – Kazimierza II i Bogusława II, obejmował Warcisław II Świętoborzyc (kasztelan szczeciński), w dwa lata później natomiast Jaromar I, książę rugijski. Po raz pierwszy Kazimierz został wspomniany imiennie, w dokumencie matki z około 1194.
Kazimierz był zwolennikiem zacieśniania stosunków z Polską. W 1205, w czasie ataków Duńczyków na Pomorze, interweniował Władysław Laskonogi, książę wielkopolski. Późniejsze spotkanie księcia wielkopolskiego z królem duńskim Waldemarem II, doprowadziło do rozstrzygnięć spraw spornych i ustaleń stref wpływów na ziemiach pomorskich. Natomiast w 1207 metropolita gnieźnieński Henryk Kietlicz uzyskał bullę papieską o podległości biskupstwa kamieńskiego Gnieznu.
Po dokonaniu podziału księstwa w 1211, Kazimierz II objął dzielnicę dymińską. Dzielnica obejmowała terytorium czerezpieniańskie, ziemie lesiańską, starogardzką i bezrzecką, kamieńską, wolińską i trzebiatowską. Brat Bogusław II zarządzał dzielnicą uznamsko-szczecińską. Natomiast ziemia kołobrzeska i choćkowska była zarządzana wspólnie.
W 1211 Kazimierz II ożenił się z Ingardą, córką duńskiego możnowładcy, co z jednej strony spowodowało osłabienie ataków duńskich, z drugiej natomiast spowodowało natężenie ataków Brandenburczyków. Ich najazd skończył się zdobyciem Szczecina (1214), który został odparty przy pomocy duńskiej. Efektem tego, było potwierdzenie przez cesarza Ottona IV praw zwierzchnich Danii nad Pomorzem. Duńczycy odbudowali zniszczony w 1205 Dymin, tytułem posagu Ingardy. Termin ten zbiegł się z przejęciem na tych terenach władzy przez Kazimierza II i ustanowieniu Dymina jako siedziby księstwa.
W 1214 wystawił wraz z bratem Bogusławem II  dokumenty, tytułując się jako princeps Slavorum i dux Pomeraniae (tyczyły one ziemi kołobrzeskiej). Pierwsze natomiast samodzielne dokumenty dotyczące księstwa dymińskiego pochodziły z 1215. Kazimierz występował w nich jako Pomeranorum dux, Leuticiorum princeps.

### Udział księcia w V krucjacie

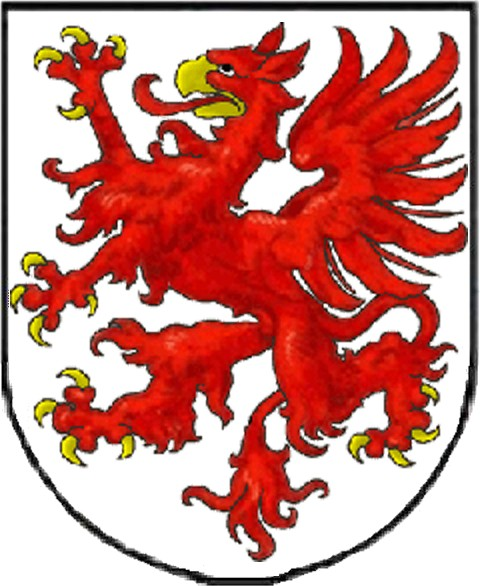
Herb rodowy Gryfitów

Udział Kazimierza II w V krucjacie w 1217 jest poświadczony w źródłach i stał się bezsporny. Na Pomorzu Zachodnim ruch krucjatowy był bardzo żywy, co poświadczają Roczniki kołbackie. Książę Kazimierz II wyprawił się ze znacznym orszakiem rycerstwa pomorskiego do Ziemi Świętej. Środki na wyprawę książę zdobył dzięki sprzedaży dwóch wsi klasztorowi darguńskiemu. Flota pomorska, z oddziałami krzyżowców (z Fryzji, Skandynawii, arcybiskupstwa Kolonii i Bremy), zebrała się w końcu maja 1217 u wybrzeży Holandii, a dotarła do Ziemi Świętej wiosną 1218. Krzyżowcy brali udział m.in. w walkach o Damiettę, po jej zdobyciu – w walce o jej obronę w 1219. Pomorscy krzyżowcy powrócili z wyprawy w drugiej połowie 1219.

## Rodzina
Kazimierz II żonaty był z Ingardą, która w literaturze przedmiotu czasem jest identyfikowana z córką króla duńskiego Waldemara I, bądź jego syna Kanuta VI. Zdaniem Edwarda Rymara (genealoga) – była córką duńskiego możnowładcy Esberna i Heleny (córki jarla szwedzkiego Guttorma). Z mariażu z Ingardą - Kazimierz miał dwoje dzieci: Elżbietę i Warcisława III.

### Genealogia
| Warcisław I ur. ok. 1091 zm. najp. 9 VIII 1135 | Warcisław I ur. ok. 1091 zm. najp. 9 VIII 1135 |                                           |                                           | Heila (Helena)? ur. ? zm. 1128 | Heila (Helena)? ur. ? zm. 1128 |  |  | Mieszko III Stary ur. 1122/1125 zm. 13/14 III 1202 | Mieszko III Stary ur. 1122/1125 zm. 13/14 III 1202 |                                                       |                                                       | Eudoksja ur. ? zm. najwcz. 1187 | Eudoksja ur. ? zm. najwcz. 1187 |
|                                                |                                                |                                           |                                           |                                |                                |  |  |                                                    |                                                    |                                                       |                                                       |                                 |                                 |
|                                                |                                                |                                           |                                           |                                |                                |  |  |                                                    |                                                    |                                                       |                                                       |                                 |                                 |
|                                                |                                                | Bogusław I ur. najp. 1127 zm. 18 III 1187 | Bogusław I ur. najp. 1127 zm. 18 III 1187 |                                |                                |  |  |                                                    |                                                    | Anastazja Mieszkówna ur. prawd. 1164 zm. po 31 V 1240 | Anastazja Mieszkówna ur. prawd. 1164 zm. po 31 V 1240 |                                 |                                 |
|                                                |                                                |                                           |                                           |                                |                                |  |  |                                                    |                                                    |                                                       |                                                       |                                 |                                 |
|                                                |                                                |                                           |                                           |                                |                                |  |  |                                                    |                                                    |                                                       |                                                       |                                 |                                 |
|                                                |                                                |                                           |                                           |                                |                                |  |  |                                                    |                                                    |                                                       |                                                       |                                 |                                 |

|                                          |                                          | Ingarda ur. ok. 1190 zm. 1248 OO ok. 1205–1211 | Ingarda ur. ok. 1190 zm. 1248 OO ok. 1205–1211 | Kazimierz II pomorski (ur. p. 1179, zm. 1219) | Kazimierz II pomorski (ur. p. 1179, zm. 1219) |  |  |  |  |
|                                          |                                          |                                                |                                                |                                               |                                               |  |  |  |  |
|                                          |                                          |                                                |                                                |                                               |                                               |  |  |  |  |
|                                          |                                          |                                                |                                                |                                               |                                               |  |  |  |  |
| Warcisław III ur. ok. 1211 zm. 17 V 1264 | Warcisław III ur. ok. 1211 zm. 17 V 1264 | Elżbieta ur. ok. 1210 zm. zap. 1222            | Elżbieta ur. ok. 1210 zm. zap. 1222            |                                               |                                               |  |  |  |  |

## Śmierć księcia
Ostatni dokument Kazimierz wystawił w 1219, podczas zjazdu rodzinnego – w obecności Władysława Laskonogiego, księcia wielkopolskiego. Zmarł prawdopodobnie  na skutek odniesionych ran po powrocie z Ziemi Świętej. Miejsce jego pochówku jest nieznane.

### Opracowania
- Kazimierz Kozłowski, Jerzy Podralski, Gryfici. Książęta Pomorza Zachodniego, Szczecin: Krajowa Agencja Wydawnicza, 1985, ISBN 83-03-00530-8, OCLC 189424372. Brak numerów stron w książce
- Edward Rymar, Rodowód książąt pomorskich, Szczecin: Książnica Pomorska im. Stanisława Staszica, 2005, ISBN 83-87879-50-9, OCLC 69296056. Brak numerów stron w książce
- Szymański J.W., Książęcy ród Gryfitów, Goleniów – Kielce 2006, ISBN 83-7273-224-8.

### Literatura dodatkowa (opracowania)
- Smoliński M., Potencjalny udział oddziałów zachodniopomorskich w V krucjacie (1217?,1219?), świetle relacji krucjatowych Olivera z Paterborn [w]: Kozłowski K. i Rymar E. (pod red.) Pomorze Militarne XII – XXI wiek, Szczecin 2004, ISBN 83-89341-13-1, ss. 175-200.

### Literatura dodatkowa (online)
- Madsen U., Kasimir II. Herzog in Demmin (niem.), [dostęp 2012-04-13].